# Ресулјани
Ресулјани (грч. Βέλος, до 1928. грч. Ρεσούλιανη, до 1959. грч. Καλονέρι) је насељено место у општини Рупишта у периферији Западна Македонија, Грчка. Према попису из 2021. године било је 332 становника.
Према бугарском географу и историчару, Василу Канчову, у Ресулјану је 1900. године живело 100 Грка.